# Isla Winter (Antártida)
La isla Invierno (según Argentina) o isla Winter (según Chile) es una pequeña isla situada a 200 metros al norte de la isla Skúa y al sur de la isla Galíndez, en las islas Argentina, frente a la costa oeste de la península Antártica. Posee unos 900 metros de longitud.

## Historia y toponimia
Fue explorada y cartografiada por la Expedición Británica a la Tierra de Graham (BGLE), liderada por John Rymill, en febrero de 1935, y denominada Winter ya que en el extremo sudeste de la isla, la expedición instaló una cabaña de invierno que fue ocupada del 14 de febrero de 1935 al 17 de febrero de 1936. El edificio original fue destruido en 1946. Previamente, en 1942 la cabaña de Rymill fue uno de los varios sitios que visitó el barco argentino ARA 1° de Mayo dejando cilindros con actas que proclamaban la soberanía argentina en su parte reclamada de la Antártida.
En 1947 el Falkland Islands Dependencies Survey (actual British Antarctic Survey) estableció en la isla la Base F (Argentine Islands). La cabaña principal, construida en el sitio de la antigua cabaña de la BGLE, fue nombrada "Casa Wordie" por James Wordie, miembro de la Expedición Imperial Transantártica de Ernest Shackleton que la visitó durante su construcción. Fue ocupada continuamente desde el 9 de enero de 1947 hasta febrero de 1954. En 1953, los principales edificios de la base fueron trasladados a la cercana isla Galíndez.
En la toponimia antártica argentina, se adoptó una traducción del topónimo inglés.

### Sitio histórico

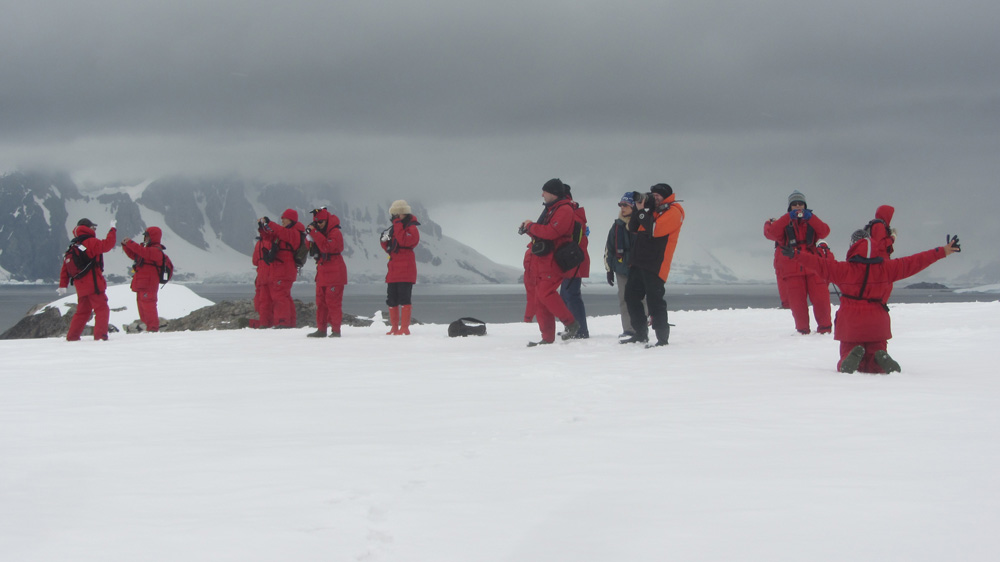
Turistas en la isla.

Wordie House tiene importancia histórica como ejemplo de una de las primeras bases científicas británicas. Ha sido restaurada y designada como Sitio o Monumento Histórico (con el número SMH-62), siguiendo una propuesta del Reino Unido a la Reunión Consultiva del Tratado Antártico.

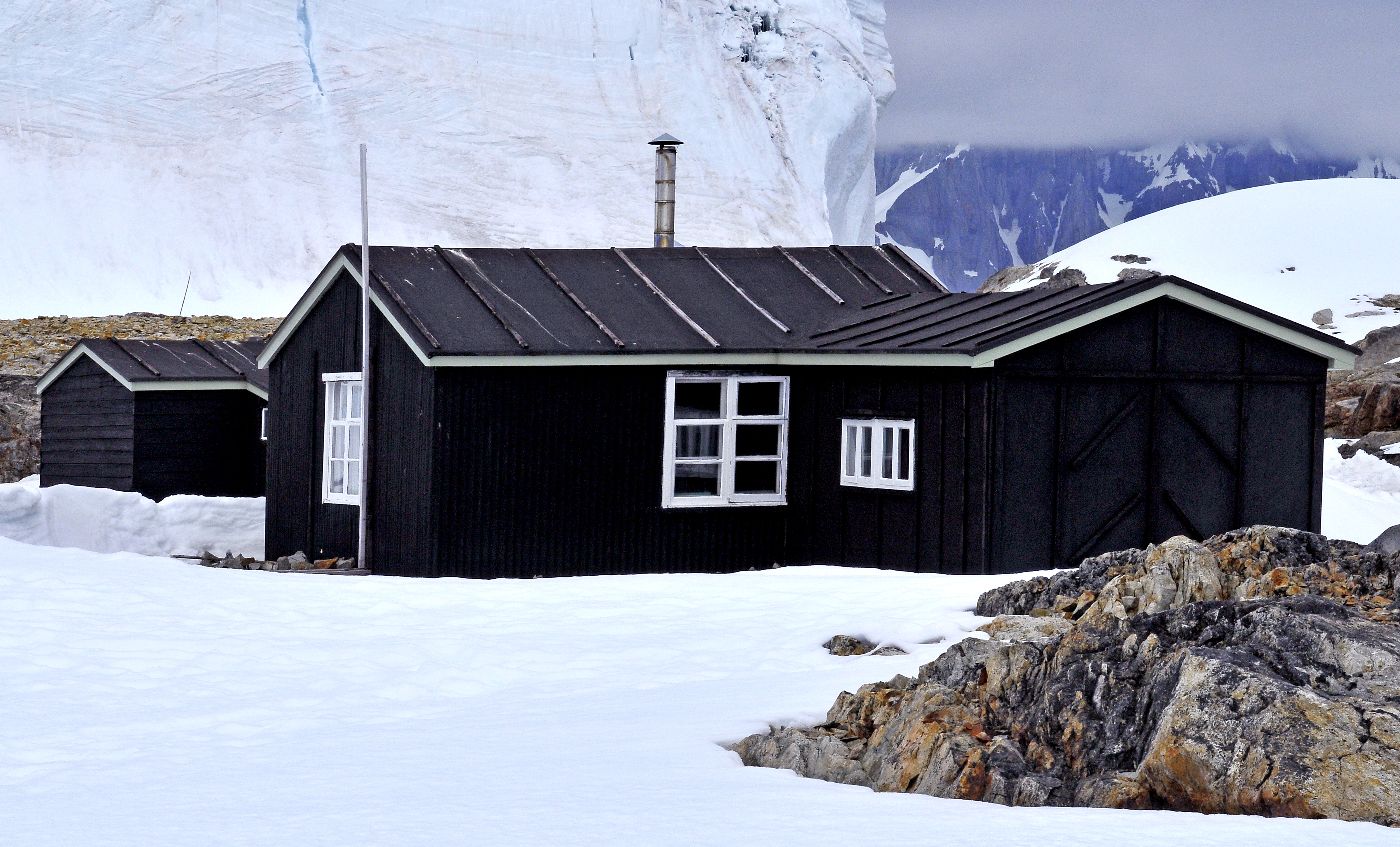
Exterior
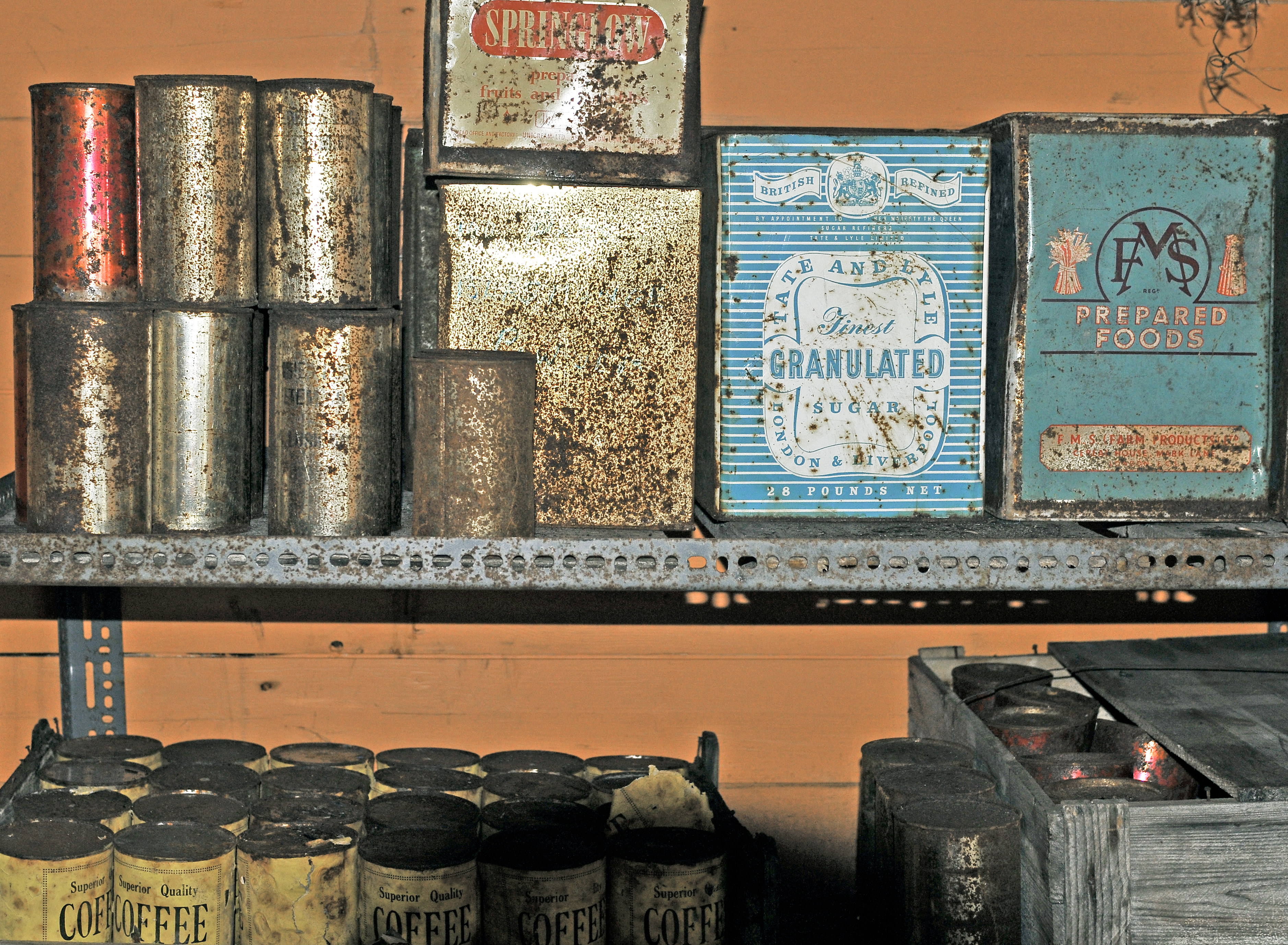
Interior
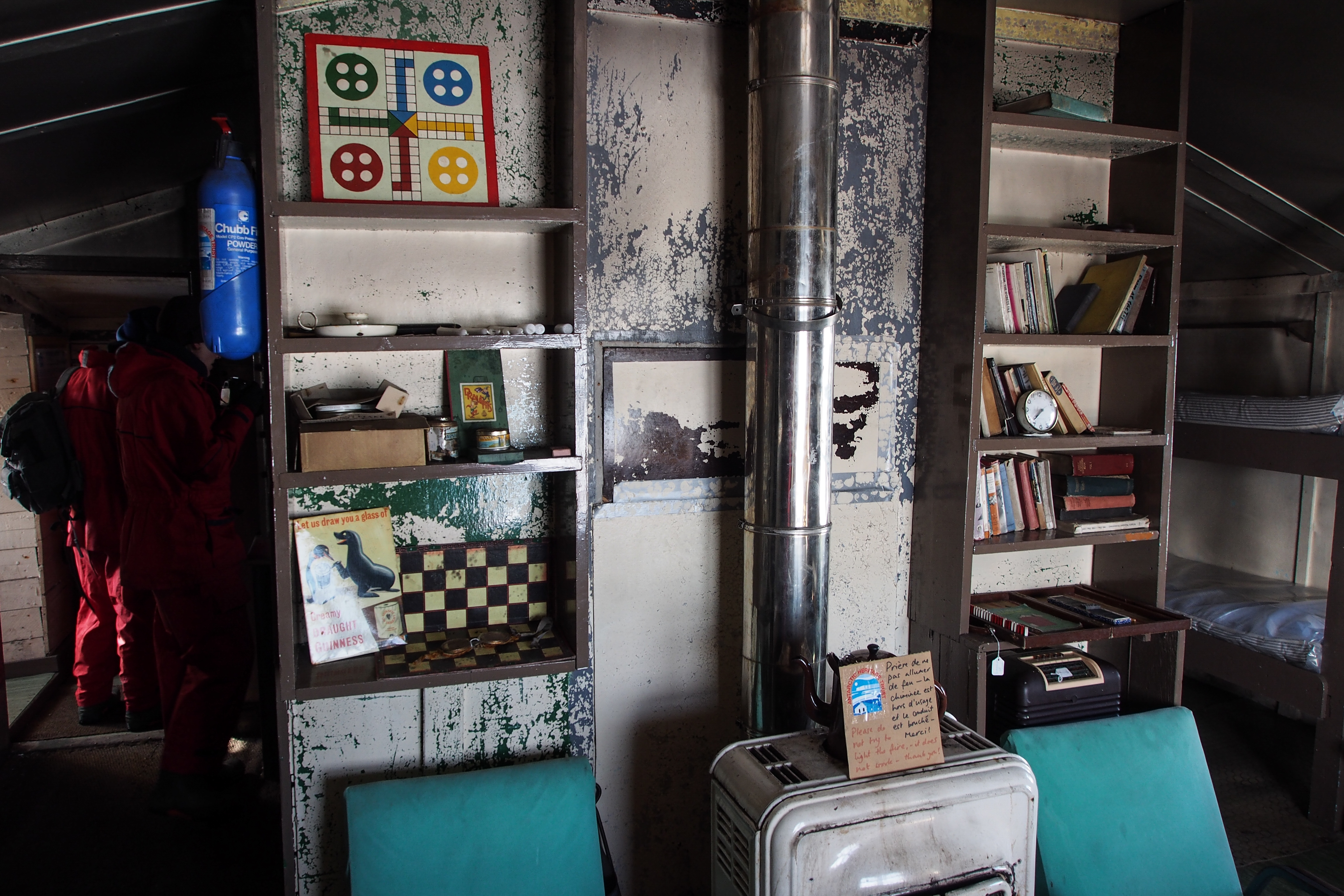
Interior

## Reclamaciones territoriales
Argentina incluye la isla en el departamento Antártida Argentina dentro de la provincia de Tierra del Fuego, Antártida e Islas del Atlántico Sur; para Chile forman parte de la comuna Antártica de la provincia Antártica Chilena dentro de la Región de Magallanes y de la Antártica Chilena; y para el Reino Unido integran el Territorio Antártico Británico. Las tres reclamaciones están sujetas a las disposiciones del Tratado Antártico.
Nomenclatura de los países reclamantes: 
- Argentina: isla Invierno[9][10]
- Chile: isla Winter[11]
- Reino Unido: Winter Island[2]